# جوستينا تشن
جوستينا تشن (بالإنجليزية: Justina Chen)‏ (1968 في الولايات المتحدة)؛ روائية أمريكية. درست في جامعة ستانفورد.